# Iglesia de los Agustinos (Bruselas)
La Iglesia de los Agustinos (en francés: Église des Augustins; en neerlandés: Augustijnenkerk ) en Bruselas la capital de Bélgica, era una iglesia de estilo barroco, diseñada por el arquitecto Jacob Franquart y erigida entre 1621 y 1642. Se encontraba en la Place de Brouckere en el centro de Bruselas hasta su demolición entre 1893 y 1894.
Cerrada por las tropas revolucionarias en 1796, la iglesia fue reabierta al culto católico en 1805.
En el período previo a la batalla de Waterloo (1815) sirvió como un arsenal de las tropas británicas y posteriormente como hospital militar.
En 1893 la iglesia fue demolida para abrir la plaza de Brouckère, con la fuente dedicada a la memoria de Jules Anspach, y su fachada fue trasladada y reutilizada en la iglesia de la Santísima Trinidad.